# Stanisław Zawadzki (szachista)
Stanisław Zawadzki (ur. 28 czerwca 1984 we Wrocławiu) – polski szachista, mistrz międzynarodowy od 2003 roku.

## Kariera szachowa
Od najmłodszych lat wielokrotnie uczestniczył w finałowych turniejach o mistrzostwo Polski juniorów we wszystkich grupach wiekowych. W swoim dorobku posiada 3 tytuły mistrza Polski juniorów, które zdobył w latach: 1998 (do lat 14), 2002 (Częstochowa, do lat 18, szachy szybkie) oraz 2004 (Koszalin, do lat 20, szachy szybkie). W swoim dorobku posiada także srebrny medal mistrzostw Polski do lat 18 (Bartkowa, 2002) oraz brązowy w grze błyskawicznej (Polanica-Zdrój, 2005).
Występował w mistrzostwach świata i Europy juniorów. Największy sukces osiągnął w roku 2000, zajmując 9. miejsce na mistrzostwach Europy do lat 16 w Chalkidiki.
W 2002 r. podzielił I miejsca w dwóch międzynarodowych turniejach: we Frydku-Mistku oraz w Legnicy (wraz z Andrijem Maksymenką). W 2004 r. podzielił II miejsce w Los Llanos de Aridane w Hiszpanii. W 2005 r. podzielił II miejsce w międzynarodowych mistrzostwach Wrocławia, natomiast w 2006 r. zwyciężył w otwartym turnieju w Ołomuńcu oraz podzielił I miejsce w Akademickim Pucharze Polski we Wrocławiu.
Jest wychowankiem sekcji szachowej przy Młodzieżowym Domu Kultury Wrocław "Śródmieście", aktualnie reprezentuje barwy klubu "ASSz Miedź" Legnica. Gra także w zagranicznych ligach - w czeskiej dla klubu "A64" Grygov i w portugalskiej dla "Academica" Coimbra. Absolwent XIV LO im. Polonii Belgijskiej we Wrocławiu.
W 2008 r. był jednym z założycieli szachowego czasopisma "Mat".
Najwyższy ranking w dotychczasowej karierze osiągnął 1 października 2008 r., z wynikiem 2447 punktów zajmował wówczas 41. miejsce wśród polskich szachistów.

## Życie prywatne
Siostra Stanisława Zawadzkiego, Jolanta, jest arcymistrzynią i należy do ścisłej czołówki polskich szachistek. W lipcu 2014 r. wstąpił w związek małżeński z arcymistrzynią Beatą Kądziołką.